# Kanton Ploufragan
Ploufragan is een kanton van het Franse departement Côtes-d'Armor. Het kanton maakt deel uit van het arrondissement Saint-Brieuc.

## Gemeenten
Het kanton Ploufragan omvat de volgende gemeenten:
- La Méaugon
- Plédran
- Ploufragan (hoofdplaats)
- Saint-Donan
- Saint-Julien

Bij de herindeling van de kantons in 2014-2015 werd dit kanton niet gewijzigd.